# Calliergon joveti-astii
Calliergon joveti-astii är en bladmossart som beskrevs av Hébrard 1970. Calliergon joveti-astii ingår i släktet skedmossor, och familjen Amblystegiaceae. Inga underarter finns listade i Catalogue of Life.